# Lendorf
Lendorf (informalmente Lendorf im Drautal) è un comune austriaco di 1 732 abitanti nel distretto di Spittal an der Drau, in Carinzia. Tra il 1864 e il 1887 era stato accorpato alla città di Spittal an der Drau. Sul suo territorio si trovano le rovine del municipio romano di Teurnia.

## Monumenti e luoghi d'interesse
- Castello di Litzlhof